# Ви
Вижте пояснителната страница за други значения на Ви.
Ви (на шведски: Vi) е град в лен Вестернорланд, източна Швеция, община Сундсвал. Разположен е на западния бряг на остров Алньон в Ботническия залив. Намира се на около 340 km на северозапад от столицата Стокхолм и на 10 km на североизток от главния град на лена Сундсвал. Населението на града е 5859 жители, по приблизителна оценка от декември 2017 г.

## Транспорт
Град Ви има малко пристанище. Между Сундсвал и Ви се пътува по автомобилен път, който минава по моста Алньоброн. Дължината на моста е 1042 m. Построен е през 1964 г.